# Чубровице
Чуброви́це (пол. Czubrowice) — село в Польше в сельской гмине Ежмановице-Пшегиня Краковского повета Малопольского воеводства.

## География
Село располагается в 6 км от административного центра гмины села Ежмановице и в 17 км от административного центра воеводства города Краков. Село располагается полностью на территории ландшафтного парка «Долинки-Краковске».
Село состоит из частей с собственными наименованиями: Гурка, Коло-Каплички, Коло-Школы и Полесе.

## История
Первые свидетельства о селе относятся к 1337 году, когда упоминается солтыс села Ганко. В XVI веке село находилось в составе Жарновицкого княжества. В 1676 году собственником села был Мартин Твожиянский, в 1691 году — примас Польши и гнезненский архиепископ Станислав Шембек и в 1761 году — Пётр Дзианотти.
В 1975—1998 годах село входило в состав Краковского воеводства.

## Население
По состоянию на 2013 год в селе проживало 1120 человек.
| 2010 | 2013 |
| ---- | ---- |
| 1154 | 1120 |

| Перепись  | Всего   | Всего | Женщины | Женщины | Мужчины | Мужчины |
| --------- | ------- | ----- | ------- | ------- | ------- | ------- |
| Единицы   | человек | %     | человек | %       | человек | %       |
| Население | 1120    | 100   | 551     |         | 569     |         |

## Известные жители и уроженцы
- Юзеф Чешковский (1798—1867) — открыватель Домбровского угольного месторождения, польский поэт.